# Oorlog van Saintonge
De Oorlog van Saintonge was een oorlog die tussen 1242 en 1243 plaatsvond in de Franse regio Saintonge en werd uitgevochten tussen het koninkrijk Frankrijk en het koninkrijk Engeland. De oorlog resulteerde in een vernietigende nederlaag van de Engelsen bij Taillebourg.

## Aanloop
In zijn testament had koning Lodewijk VIII het graafschap Poitou nagelaten aan zijn zoon Alfons. In 1241 werd dit officieel bekrachtigd door Lodewijk IX tijdens een bijeenkomst van het hof in Saumur. Er heerste echter onvrede over deze benoeming bij Hugo X van Lusignan en diens vrouw Isabella van Angoulême die hadden gehoopt dat Richard van Cornwall de titel zou verkrijgen. Ze vonden hulp in hun toekomstige strijd tegen de Franse koning bij Hendrik III van Engeland die vastbesloten was om zijn verloren continentale gebieden te heroveren. Hendrik III kreeg echter onvoldoende steun van de Anglo-Normandische baronnen in Engeland en verwelkomde de steun van de Lusignans.
De Lusignans begonnen met hun bewapening en in reactie daarop verzamelde Lodewijk IX zijn leger te Chinon en op 20 mei 1242 landde Hendrik III met zijn leger in Royan.

## Verloop
Hendrik III marcheerde door naar Tonnay-Charente rond midden juli en Lodewijk IX trok op naar Saint-Jean-d'Angély ten noorden van Taillebourg. Nabij de brug over de Charente bij Taillebourg kwam het tot een treffen en wist de Engelsen en de Lusignans te verslaan. Zij vluchtten daarop naar de stad Saintes. Toen Hendrik III zag dat de steun van de Lusignans minder groot was dan hij aanvankelijk dacht trok hij zich terug naar Bordeaux. Op 24 juli 1243 gaf Hugo zich ten slotte over aan de Franse koning.

## Nasleep
De Franse campagne was voor de Engelse koning desastreus verlopen, maar Lodewijk IX maakte niet van zijn overwinning gebruik door de regio Guyenne in te nemen vanwege zijn plannen om op kruistocht te gaan. In het verdrag van Parijs in 1259 gaf Hendrik III definitief zijn aanspraken op veel van zijn voormalige Franse gebieden op en erkende de Franse koning als zijn leenheer.